# AD San Rafael Abajo
El AD San Rafael Abajo es un equipo de fútbol de Costa Rica.

## Historia
Fue fundado en el año 2010 en el distrito de San Rafael Abajo del cantón de Desamparados en la provincia de San José como un club multideportivo ya que también cuenta con una sección de fútbol sala.
En su año de fundación el club consigue un cupo en la Primera División de LINAFA, que es donde juega actualmente, y ha pasado altibajos desde su debut, ya que ha tenido temporadas contrastantes en donde ha peleado por subir de categoría y también ha tenido temporadas donde ha peleado la permanencia de la categoría.

## Palmarés

### LINAFA (Antes denominado ANAFA)
Torneos nacionales
- Subcampeón Nacional de Primera División de LINAFA: 2016-17